# أوجين غيلبرت
أوجين غيلبرت (بالفرنسية: Eugène Gilbert)‏ هو عسكري وطيار فرنسي، ولد في 18 يوليو 1889 في ريوم في فرنسا، وتوفي في 17 مايو 1918 في Vélizy-Villacoublay ‏ في فرنسا.